# Netokratie
Netokratie ist ein Wort, das in den frühen 1990er Jahren vom redaktionellen Beirat der amerikanischen Technologiezeitschrift Wired erfunden wurde. Als Kofferwort aus Internet und Aristokratie bezieht sich Netokratie auf eine perzipierte globale Oberschicht, deren Macht auf technologischen Vorteilen und der Fähigkeit basiert, sich in Business-Netzwerken zu organisieren; im Gegensatz dazu wird die allmählich an Einfluss verlierende Bourgeoisie porträtiert.
Das Konzept wurde später von den schwedischen Philosophen Alexander Bard und Jan Söderqvist zur Thematisierung und Weiterverarbeitung in deren Buch „Die Netokraten. Die neue Leistungselite und das Leben nach dem Kapitalismus“ (ursprünglich im Jahr 2000 in schwedischer Sprache erschienen als „Nätokraterna - boken om det elektroniska klassamhället“, in Deutsch im Redline Wirtschaftsverlag erschienen am 1. April 2006) aufgegriffen.
Das Netokratie-Konzept wird darin mit Richard Floridas Konzept der kreativen Klasse verglichen. Bard und Söderqvist definieren als Gegenpol zur Netokratie eine Unterschicht, die sie als Konsumtariat bezeichnen.

## Anderer Gebrauch
Das Wort Netokratie wird ebenso als Kofferwort gebraucht, das sich aus Internet und Demokratie zusammensetzt, statt aus Internet und Aristokratie, dazu die englischen Originalzitate:
- "In Seattle, organized labor ran interference for the ragtag groups assembled behind it, marshaling several thousand union members who feared that free trade might send their jobs abroad. In Washington, labor focused on lobbying Congress over the China-trade issue, leaving the IMF and the World Bank to the ad hoc Netocracy."[1]
- "From his bungalow in Berkeley, he's spreading the word of grassroots netocracy to the Beltway. He formed an Internet political consulting firm with Jerome ..."[2]